# João Lagos
João Frederico Hopffer Rodrigues Lagos (Lisboa, 1 de setembro de 1944) é um ex-tenista e empresário português.
Foi várias vezes Campeão Nacional de Absolutos e disputou, por mais que uma vez, a Taça Davis. Dirige o maior torneio de ténis português, o Portugal Open, para além de ser responsável por outros grandes eventos desportivos como o Lisboa Dakar ou o Medcup - Troféu de Portugal.